# António de Saldanha
António de Saldanha  foi um capitão militar, navegador e administrador colonial português do século XVI.

## Biografia
Foi o primeiro europeu a ancorar na baía da Mesa e a subir à montanha da Mesa, na atual cidade do Cabo. Ia na Armada de 1503
de Afonso de Albuquerque, que partiu com três naus em 6 de Abril (primeira parte da Armada); a segunda, também de três naus, partiu oito dias mais tarde (14 de Abril); e a terceira, constituída também ela de três naus, partiu em Maio desse mesmo ano, indo António de Saldanha por capitão-mor. Essa parte da armada de 1503 era destinada ao estreito do mar Vermelho.
António de Saldanha, que foi pai do vice-rei Aires de Saldanha, também foi capitão-mor de Moçambique de 1509 a 1512.
Em 9 de Abril de 1517 foi por capitão-mor de uma Armada de seis naus para a Índia; os outros capitães eram Pêro Quaresma, Manuel de Lacerda, D. Cristóvão ou (D. Tristão) de Meneses, Rafael Catanho, Fernão de Alcáçova, e Afonso Henriques de Sepúlveda.
Diz Teresa Lacerda que António de Saldanha, era veterano da Índia, e "partiu para o Oriente com o importante cargo de capitão-mor do mar da Índia, tendo como principal missão «andar em armada» na costa da Arábia e nas portas do mar Vermelho".
Posteriormente, foi embaixador de Portugal na corte de Carlos V do Sacro Império Romano-Germânico e, em 1535, nessa qualidade aliada à sua vocação militar, ajuda as forças imperiais comandando uma expedição portuguesa de nobres, companheiros do infante D. Luís, contra o muçulmano Barba Ruiva. 